# Фердинандова пеперуда
Фердинандовата пеперуда (Allancastria cerisyi, Zerynthia cerisy) е вид дневна пеперуда от семейство Лястовичи опашки (Papilionidae).

## Етимология
Zerynthia cerisy ferdinandi и Zerynthia polyxena са известни в България като „Фердинандова пеперуда“ в чест на Фердинанд I – български владетел естествоизпитател със сериозен принос у нас за развитието на зоологията и изучаването на пеперудите в България и на Балканите.

## Местообитание
Обитава покрайнини на гори, открити пространства и земи най-често край населени места, пътища, пустеещи земи, лозя, тъй като хранителното растение е плевел.

## Разпространение
Фердинандовата пеперуда се среща от Балканския полуостров през Мала Азия и Левант до Палестина, Иран и Ирак.
Z. cerisy ferdinandi е ендемит за Балканския полуостров.
В България се среща почти навсякъде от морското равнище до около 900 м н.в. и не рядко на места в Южна България. На Витоша е много рядък вид в най-ниските и топли части. Съобщаван е от Драгалевци, но вероятно местообитанията на вида са отдавна застроени. Възможно е да се намери в южните чести на планината.

## Описание
Пеперудата е едра, с размах на крилата 52 – 62 мм. Предните крила са жълтеникавобели до кремави с множество черни петна и черна маргинална част. Постдискалната област е с черни петна между вените. Вените и при двата чифта крила са тъмни и добре забележими. Задните крила са с цвят като предните, проксималната част на аналния ръб е с широко черно попрашаване, продължаващо навътре към дисталната част на дискалната клетка, където образува три малки сиви петънца. Аналният ръб е силно окосмен и дъговидно изрязан навътре. Формата на задните крила отличава този вид от останалите – назъбен външен ръб с един черен преобладаващ шиповиден израстък. Постдискалната част е с шест червени петънца между вените. Субмаргиналната част е с черна препаска.
Антените са изцяло черни. Главата, гърдите и коремчето са черни, слабо окосмени. От долната страна крилата изглеждат както отгоре, но са със слаб седефен отблясък. Половият диморфизъм е добре изразен, женските са с повече и по-едри черни петна. При женските дискалната клетка на задните крила е с 3 – 4 надлъжни петна и субмаргиналната черна препаска е със сини сърцевинни петънца. Като имаго е едно поколение годишно. Лети от началото на май до началото на юли, според климатичните условия. Пеперудата лети сравнително бавно и ниско над земята.
- Мъжка
- Мъжка, отдолу
- Женска
- Женска, отдолу

Подобна на вид пеперуда е Zerynthia polyxena, но тя е по-дребна и без ясно изразен шиповиден израстък на задните крила.
Яйцето е бяло, сферично и гладко. Женската ги снася поединично или на малки групи върху долната страна на листата на хранителното растение.
Гъсеницата е кремавожълтеникава с космати оранжевожълти брадавици. Какавидира прикрепена вертикално към хранителното растение или по растителността наоколо. Зимува като какавида.
Ларвите се хранят с различни видове Вълча ябълка от род Aristolochia.

## Синоними/подвидове
Allancastria cerisyi (Godart, описан 1824 г.)
- Thais cerisyi Godart, 1824; Ency. Methodique 9: 812
- Thais cerisy Godart, 1822; Mém. Soc. linn. Paris 2: 234, pl. 20, f. 3 – 4
- Allancastria cerisyi cerisyi
- Thais cerisyi martini Fruhstorfer, 1906 Soc. Ent. 21 (19): 147, Родос
- martini Abadjiev, 2002, Neue Ent. Nachr. 23: 8
- A. c. dalmacijae Sala & Bollino, 1994 Далмация (Макарска) с находища в Макарска, Далмация и Хърватия
- A. c. huberi Sala & Bollino, 1994 С. Гърция Типово находище Гърция, Флорина
- A. c. ferdinandi Stichel, 1907 Албания, България, Типово находище в България, прохода Шипка
- A. c. mihljevici Sijaric, 1990 Херцеговина Типово находище Херцеговина

## Консервационна значимост
Фердинандовата пеперуда е Балкански ендемит, включен в Червения списък на европейските дневни пеперуди, Люксембург, 2010 г., IUCN, категория NT/NT (Near Threatened/Near Threatened); вид от Националната стратегия за опазване на биологичното разнообразие (САКАЛЯН & МАЙНИ , 1993).